# آنتونی برایانسون
آنتونی برایانسون (انگلیسی: Anthony Briançon؛ زادهٔ ۲۸ نوامبر ۱۹۹۴) بازیکن فوتبال اهل فرانسه است.
از باشگاه‌هایی که در آن بازی کرده‌است می‌توان به باشگاه فوتبال المپیک لیون و باشگاه فوتبال نیم المپیک اشاره کرد.